# Anisopodus longipes
Anisopodus longipes es una especie de escarabajo longicornio del género Anisopodus, tribu Acanthocinini, subfamilia Lamiinae. Fue descrita científicamente por Linsley y Chemsak en 1966.

## Descripción
Mide 9-14 milímetros de longitud.

## Distribución
Se distribuye por Costa Rica.